# Institut français de la mode
Het Institut français de la mode (IFM) is een opleidingsinstituut hoger onderwijs in Parijs. De hogeschool is gespecialiseerd in mode en design. De voorzitter van het IFM is Pierre Bergé (1986-2017), oprichter van Yves Saint-Laurent, directeur is Dominique Jacomet (Xavier Romatet vanaf 26/08/2019). Het IFM is volgens de Global Fashion School Rankings 2016 een van de beste mode-scholen in de wereld.
- International Standard Name Identifier: 0000 0001 2108 8302
- Library of Congress Control Number: n97031488
- Virtual International Authority File: 126435005